# Sent Laurenç daus Bastons
Sent Laurenç deus Bastons (en francès Saint-Laurent-des-Bâtons) és un municipi francès situat al departament de la Dordonya i a la regió de la Nova Aquitània.

## Demografia
| 1962                                       | 1968 | 1975 | 1982 | 1990 | 1999 | 2007 |
| ------------------------------------------ | ---- | ---- | ---- | ---- | ---- | ---- |
| 219                                        | 225  | 210  | 194  | 193  | 201  | 240  |
| Des de 1962: població sense dobles comptes |      |      |      |      |      |      |

## Administració
| Període | Identitat        | Partit |
| ------- | ---------------- | ------ |
| 2001-   | Louis Herbreteau | UMP    |